# Wimmenum
Wimmenum is een woonplaats in de gemeente Bergen, in de Nederlandse provincie Noord-Holland. De plaats heeft 140 inwoners (2007).
Wimmenum ligt net ten noorden van Egmond aan den Hoef. Met Wimmenum werd oorspronkelijk aangeduid het complete uitgestrekte duingebied tussen Egmond aan Zee en Bergen aan Zee en het poldergebied dat tussen de Bovenpolder, Bergermeer Polder, Damlanderpolder en duinen in is gelegen. Tegenwoordig wordt er een deel van de duinen en de Wimmenumermeer Polder mee aangeduid. Aan de rand van de polder en de uitlopende duinbossen van het Bergenbos ligt de buurtschap Het Woud, waarvan de naam duidt op de oorspronkelijke ligging bij het woud van Wimmenum. Tussen Wimmenum en Egmond aan den Hoef is nog een buurtschap gelegen, Duyncroft.

## Geschiedenis
In de 11e eeuw komt de Wimmenum zelf voor als Wymnam, een eeuw later als Wimnom en in 1639 als Wimmenom.
De heerlijkheid Wimmenum werd in 1679 aangekocht door Jan Six. Van 1811 tot 1817 maakte Wimmenum deel uit van de gemeente Bergen, waarna het weer zelfstandig werd. Op 13 juli 1857 is Wimmenum toegevoegd aan de gemeente Egmond-Binnen, dat op 1 juli 1978 aan de nieuwe gemeente Egmond werd toegevoegd. Op 1 januari 2001 fuseerden de gemeenten Bergen, Egmond en Schoorl tot de nieuwe gemeente Bergen.

## Bezienswaardigheid
De Wimmenumer Molen is gebouwd in 1774. Deze Noord-Hollandse binnenkruier is een achtkantige grondzeiler met een scheprad. De romp en kap zijn met riet bedekt. In 1951 werd de molen overbodig door de plaatsing van een elektrisch vijzelgemaal. De molen is gelegen aan een van de vaarten in het poldergebied van Bergen en Egmond.